# Shane Shu
Shane Shu, geboren als Shane Berend van Lunteren (Kamloops, 11 februari 1976) is een Nederlands-Canadese singer-songwriter, producer en fotograaf uit Kamloops die al jaren in Amsterdam woont.
Hij is het bekendst als soloartiest, maar hij is ook succesvol als producer en tekstschrijver voor diverse artiesten en labels en als fotograaf. Shu heeft vocale bijdragen geleverd aan albums van Nobody Beats the Drum, Don Diablo en Anneke van Giersbergen, en gefotografeerd voor Lucky Fonz III, Beans & Fatback, Kris Berry, Steffen Morrison, Alfred Brendel, Jorge Luis Prats, Severin von Eckardstein, Lang Lang, Enrico Pace en Arkadi Volodos. Zijn mezzosopraanstem wordt vergeleken met die van David Bowie, David Byrne en Robert Plant. Zijn muziek wordt door de één indiepop genoemd terwijl de ander het op originele, opgewekte samplepop houdt.
Zijn single Push Me to the Ground uit 2010 werd zeer goed ontvangen en kreeg flink wat airplay. Een akoestische versie, een duet met Anneke van Giersbergen dat ze samen live in Giel Beelens 3FM-programma zongen, ontaardde in een kleine internethype.
Sinds 2011 woont Shane Shu in Los Angeles in Verenigde Staten.